# Piperales
Piperales је један од филогенетски најстаријих редова скривеносеменица. Обухвата такозване „старе зељасте биљке" (енгл. paleoherbs), које имају заједничко порекло са монокотиледоним биљкама.